# Marstein (Rapper)

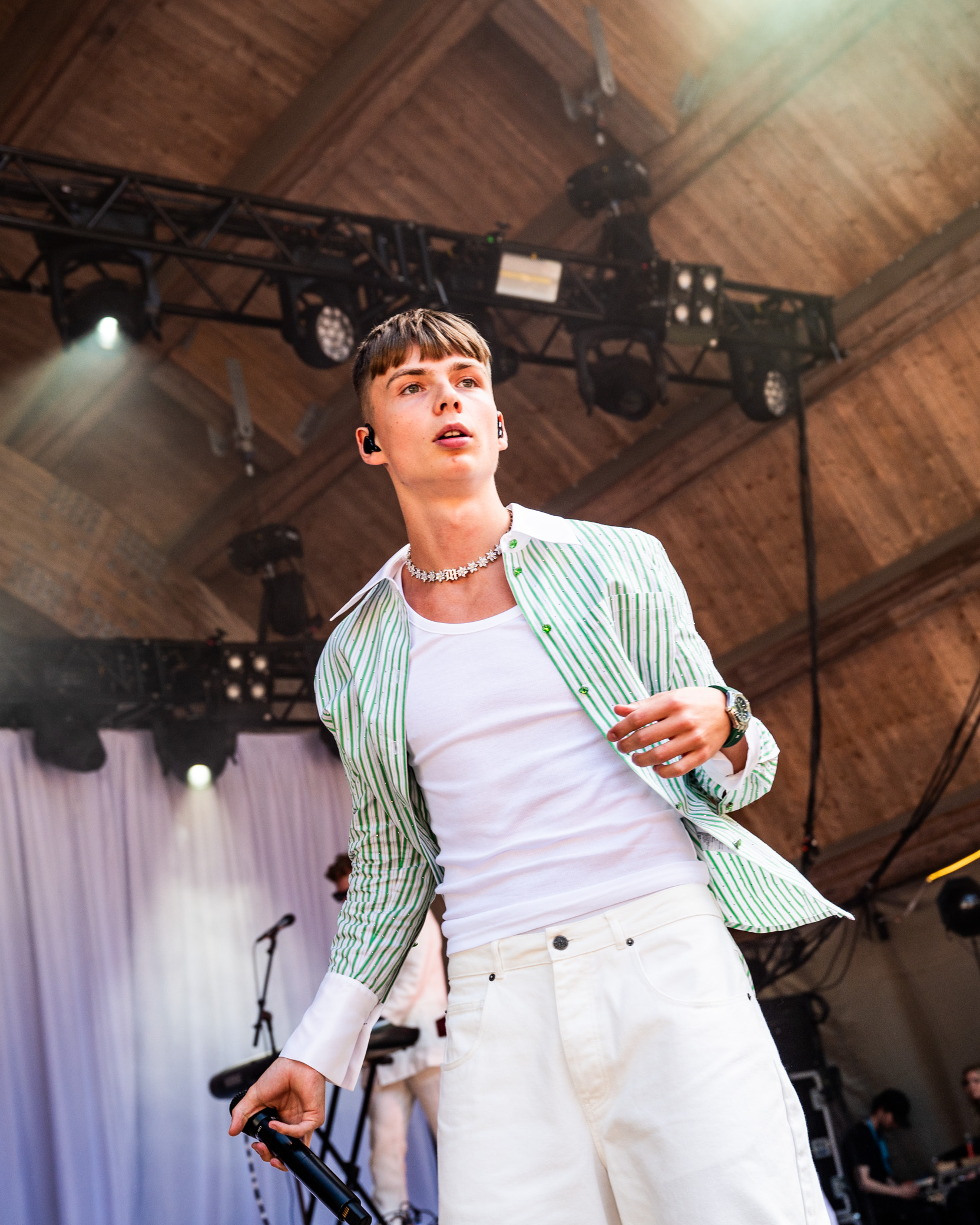
Marstein, 2024

Jo Almaas Marstein (* 25. Oktober 2002) ist ein norwegischer Rapper. Er ist Mitglied der Rapgruppe Undergrunn und tritt unter dem Namen Marstein auf.

## Leben
Marstein ist Sohn der Schriftstellerin Trude Marstein und stammt aus dem Osloer Stadtteil Gamle Oslo. In seiner Jugend spielte er für Jugendmannschaften des Fußballvereins Vålerenga Oslo. Gemeinsam mit Patrick Bakkeng, Gabriel Doria, Marcos Haugestad, Sverre Skogheim Gudmestad und Jon Ranes gründete er im Jahr 2017 die Rapgruppe Undergrunn. Diese veröffentlichte im Herbst 2018 ihre Debüt-EP UG Sommer. Mit seiner Band Undergrunn gab er anschließend weitere Singles und Alben heraus. Das Album Undergrunn erreichte im Jahr 2022 den ersten Platz der norwegischen Albumcharts.
Im September 2022 gab Marstein mit Medici Marstein sein Debütalbum als Solokünstler heraus. Vor der Veröffentlichung des Albums war Marstein bereits solo beim Festival by:Larm aufgetreten, hatte aber noch keine Lieder veröffentlicht. Neben Marstein gab zeitgleich sein Undergrunn-Bandkollege Jon Ranes sein Debütalbum heraus. Marstein stieg mit seinem Album auf Platz 1 der norwegischen Albumcharts ein. Das auf dem Album enthaltene Lied Frida Kahlo konnte schließlich in der fünften Woche den ersten Platz der Single-Charts erreichen. Im November 2022 folgte die aus fünf Liedern bestehende EP Xania. Beim Musikpreis P3 Gull erhielt Marstein im Jahr 2023 zwei Nominierungen, nämlich in der Kategorie „Künstler des Jahres“ sowie mit seinem Lied Sommerhus in der Kategorie „Lied des Jahres“.
Im Oktober 2024 gab Marstein das Album Frihet i lenker heraus. Mit dem Album erreichte er erneut den ersten Platz in den norwegischen Albumcharts. Mit dem auf dem Album enthaltenen Lied Sammen, das in Zusammenarbeit mit der dänischen Sängerin Annika entstanden war, erreichte er in Norwegen zum zweiten Mal als Solokünstler die Spitze der Singlecharts. Zudem erreichte das Lied den ersten Platz in den dänischen Singlecharts und auch sein Album erreichte die dänischen Albumcharts. Beim Spellemannprisen 2024 wurde er für Frihet i lenker in der Hip-Hop-Kategorie ausgezeichnet. Zudem erhielt er ein Jahr nach seiner Band auch selbst die Auszeichnung „Årets Spellemann“.

## Stil und Rezeption
In einer Rezension von Espen Roness für den Radiosender NRK P3 wurde Marsteins Debütalbum dem Cloud Rap zugeordnet. Die Musik wurde als „verträumt“ und mit Anspielungen auf „historische Epochen, Religion, Hochkultur und nicht zuletzt Drogen“ bezeichnet. Roness merkte zudem eine Ähnlichkeit zu Cezinando an, stellte aber auch fest, dass er die Musik als einzigartig und innovativ empfinde. Auch in Rezensionen im Dagbladet und in der Dagsavisen wurde ein Vergleich mit Cezinando gezogen. So seien einige seiner Solo-Lieder „emotioneller, anonymer und Cezinando-artiger“ als die von Undergrunn. Wie bei Undergrunn seien die Lieder häufig von Italien inspiriert. Die Texte, in denen er sich etwa als „letzter Medici“ bezeichnet und Homer zitiert, wurden als klare Abgrenzung des Hip-Hops aus dem Osten Oslos herausgestellt.

## Auszeichnungen
P3 Gull
- 2023: Nominierung in der Kategorie „Künstler des Jahres“[12]
- 2023: Nominierung in der Kategorie „Lied des Jahres“ (für Sommerhus)[13]

Spellemannprisen
- 2022: Nominierung in der Kategorie „Songwriter des Jahres“ (mit Undergrunn)
- 2024: „Hip Hop“ (für Frihet i lenker)
- 2024: „Årets Spellemann“
- 2024: „TONOs Textautorenpreis“
- 2024: Nominierung in der Kategorie „Songwriter des Jahres“ (mit Kastel)
- 2024: Nominierung in der Kategorie „Lied des Jahres“ (mit Annika, für Sammen)

## Diskografie

### Alben
| Jahr | Titel           | Höchstplatzierung, Gesamtwochen, AuszeichnungChartplatzierungen (Jahr, Titel, Platzierungen, Wochen, Auszeichnungen, Anmerkungen) | Höchstplatzierung, Gesamtwochen, AuszeichnungChartplatzierungen (Jahr, Titel, Platzierungen, Wochen, Auszeichnungen, Anmerkungen) | Anmerkungen                              |
| Jahr | Titel           | NO | DK | Anmerkungen                              |
| ---- | --------------- | --- | --- | ---------------------------------------- |
| 2022 | Medici Marstein | NO1 Platin · (39 Wo.)NO | — | Erstveröffentlichung: 23. September 2022 |
| 2024 | Frihet i lenker | NO1 ×2Doppelplatin · (… Wo.)NO | DK7 Gold · (14 Wo.)DK | Erstveröffentlichung: 25. Oktober 2024   |

Weitere Alben
- 2022: Xania (EP)

### Singles
| Jahr | Titel Album                        | Höchstplatzierung, Gesamtwochen, AuszeichnungChartplatzierungen (Jahr, Titel, Album, Platzierungen, Wochen, Auszeichnungen, Anmerkungen) | Höchstplatzierung, Gesamtwochen, AuszeichnungChartplatzierungen (Jahr, Titel, Album, Platzierungen, Wochen, Auszeichnungen, Anmerkungen) | Anmerkungen                            |
| Jahr | Titel Album                        | NO | DK | Anmerkungen                            |
| --- | ---------------------------------- | --- | --- | -------------------------------------- |
| 2023 | Sommerhus –                        | NO2 ×2Doppelplatin · (… Wo.)NO | — | Erstveröffentlichung: 9. Juni 2023     |
| 2023 | Sprite –                           | NO12 (2 Wo.)NO | — | Erstveröffentlichung: 20. Oktober 2023 |
| 2024 | Matrisen –                         | NO16 (1 Wo.)NO | — | Erstveröffentlichung: 16. Februar 2024 |
| 2025 | Paradox Freestyle –                | NO5 (… Wo.)NO | — | Erstveröffentlichung: 18. Juli 2025    |
| Folgende Lieder erschienen nicht als Single, wurden aber durch das Album zum Download und Streaming bereitgestellt und konnten somit eine Platzierung erlangen: |                                    | | |                                        |
| |                                    | | |                                        |
| 2022 | Frida Kahlo Medici Marstein        | NO1 ×3Dreifachplatin · (19 Wo.)NO | — |                                        |
| 2022 | La Bohème Medici Marstein          | NO37 (1 Wo.)NO | — |                                        |
| 2023 | 555 Takket være livet              | NO34 (1 Wo.)NO | — | mit Jonas Benyoub                      |
| 2024 | Sammen Frihet i lenker             | NO1 ×2Doppelplatin · (… Wo.)NO | DK1 Platin · (25 Wo.)DK | mit Annika                             |
| 2024 | Nepobaby Frihet i lenker           | NO6 (3 Wo.)NO | — |                                        |
| 2024 | 3 vise menn Frihet i lenker        | NO6 (… Wo.)NO | — |                                        |
| 2024 | Vis meg din verden Frihet i lenker | NO13 (3 Wo.)NO | — | mit Aiba                               |
| 2024 | Bipolar Frihet i lenker            | NO18 (3 Wo.)NO | — |                                        |
| 2024 | TikTok Sound Frihet i lenker       | NO21 (1 Wo.)NO | — |                                        |
| 2024 | Emma Frihet i lenker               | NO33 (1 Wo.)NO | — |                                        |
| 2024 | Émile Frihet i lenker              | NO37 (1 Wo.)NO | — |                                        |
| 2024 | Money Frihet i lenker              | NO38 (1 Wo.)NO | — |                                        |

Weitere Singles
- 2022: Frida Kahlo (NO: ×3Dreifachplatin )